# Olivier Le Gac
Olivier Le Gac, nascido a 27 de agosto de 1993 em Brest, é um ciclista francês, membro da equipa francesa a Groupama-FDJ.

## Palmarés
2018
- 1 etapa dos Quatro Dias de Dunquerque[1]

## Resultados nas Grandes Voltas e Campeonatos do Mundo
| Carreira           | 2013 | 2014 | 2015 | 2016 | 2017 | 2018 | 2019 |
| ------------------ | ---- | ---- | ---- | ---- | ---- | ---- | ---- |
| Giro d'Italia      | -    | -    | -    | 133º | -    | -    |      |
| Tour de France     | -    | -    | -    | -    | 158º | 127º | -    |
| Volta a Espanha    | -    | -    | 120º | -    | -    | -    | -    |
| Mundial em Estrada | -    | -    | -    | -    | 122º | -    | -    |

-: não participa 

Ab.: abandono 